# King James Bible
King James Bible, King James Version eller Authorized Version (vanligen förkortat KJV) är en engelskspråkig översättning av Bibeln från 1611. Översättningen tillkom genom att Jakob I av England (James I) uppfyllde en förfrågan om att auktorisera en officiell Bibelöversättning, som kom att bli känd som King James Version (även King James Bible).
King James Bible har ett poetiskt språk, som kan upplevas som ålderdomligt av nutida läsare. Under nittonhundratalet har därför flera nyöversättningar och språkliga redigeringar gjorts. En sådan språklig anpassning och översättning är New King James Version. Trots det ålderdomliga språket ligger den nära grundspråket, till skillnad från New International Version som är mer av en parafras.
King James Bible är fortfarande en av de mest sålda bibelöversättningarna bland engelsktalande. Att den bygger på grundmanuskriptet, Textus Receptus, kan ha bidragit till det stora intresse för just Textus Receptus som finns i vissa grupper i USA.
Översättningen har fått sitt namn av Jakob I av England (James I på engelska) som stadfäste översättningen.

### Fotnoter
1. ↑  ”The King James Bible (Authorised)” (på engelska). BBC. http://www.bbc.co.uk/ahistoryoftheworld/objects/Xa39L5L_Q-Cjpp5cR7RA-w. Läst 5 maj 2016.